# Richlind di Altdorf
Richlind di Altdorf (980 – 12 giugno 1045) fu una nobildonna tedesca e membro del ramo svevo della dinastia dei vecchi Welfen.

## Biografia
Richlind era figlia del conte di Altdorf Rodolfo II e Ita (o Ida), figlia del duca di Svevia Corrado I. Era sposata con Adalberto II della stirpe dei conti di Ebersberg. La coppia non ebbe figli.
Quando il marito di Richlind, Adalberto, era in procinto di morire (nel marzo 1045) fece una donazione al monastero di Ebersberg e lasciò le sue proprietà rimanenti alla moglie. Richlind chiese l'aiuto dell'imperatore Enrico III per dare questa proprietà a suo nipote, Guelfo di Carinzia, figlio di suo fratello, Guelfo III.
Richlind morì il 12 giugno 1045, quando, a causa del gran numero di invitati, il pavimento del castello di Persenbeug sul Danubio in cui si trovava crollò: era in corso la cerimonia in cui avrebbe ceduto e suoi possedimenti al nipote. Oltre alla stessa Richlinda, morirono l'abate Altmann di Ebersberg e il vescovo e cugino del defunto imperatore Corrado II, Bruno da Würzburg.

## Ascendenza
|                       |                         |                                 | Genitori                |  |  | Nonni |  |  | Bisnonni          |  |  | Trisnonni          |  |
|                       |                         |                                 |                         |  |  |       |  |  | Enrico di Altdorf |  |  | Eticho di Ammergau |  |
|                       |                         |                                 |                         |  |  |       |  |  | Enrico di Altdorf |  |  | Eticho di Ammergau |  |
|                       |                         | …                               |                         |  |  |       |  |  | Enrico di Altdorf |  |  |                    |  |
| Rodolfo I di Altdorf  |                         |                                 |                         |  |  |       |  |  | Enrico di Altdorf |  |  |                    |  |
|                       |                         | …                               | …                       |  |  |       |  |  |                   |  |  |                    |  |
|                       |                         | …                               | …                       |  |  |       |  |  |                   |  |  |                    |  |
|                       |                         | …                               | …                       |  |  |       |  |  |                   |  |  |                    |  |
| Rodolfo II di Altdorf |                         | …                               |                         |  |  |       |  |  |                   |  |  |                    |  |
|                       |                         | …                               | …                       |  |  |       |  |  |                   |  |  |                    |  |
|                       |                         | …                               | …                       |  |  |       |  |  |                   |  |  |                    |  |
|                       |                         | …                               | …                       |  |  |       |  |  |                   |  |  |                    |  |
| …                     |                         | …                               |                         |  |  |       |  |  |                   |  |  |                    |  |
|                       |                         | …                               | …                       |  |  |       |  |  |                   |  |  |                    |  |
|                       |                         | …                               | …                       |  |  |       |  |  |                   |  |  |                    |  |
|                       |                         | …                               | …                       |  |  |       |  |  |                   |  |  |                    |  |
| Richlind di Altdorf   |                         | …                               |                         |  |  |       |  |  |                   |  |  |                    |  |
|                       | Odo di Wetterau (forse) | Gebeardo di Lotaringia          |                         |  |  |       |  |  |                   |  |  |                    |  |
|                       | Odo di Wetterau (forse) | Gebeardo di Lotaringia          |                         |  |  |       |  |  |                   |  |  |                    |  |
|                       | Odo di Wetterau (forse) | …                               |                         |  |  |       |  |  |                   |  |  |                    |  |
| Corrado I di Svevia   | Odo di Wetterau (forse) |                                 |                         |  |  |       |  |  |                   |  |  |                    |  |
|                       |                         | Cunegonda di Vermandois (forse) | Erberto I di Vermandois |  |  |       |  |  |                   |  |  |                    |  |
|                       |                         | Cunegonda di Vermandois (forse) | Erberto I di Vermandois |  |  |       |  |  |                   |  |  |                    |  |
|                       |                         | Cunegonda di Vermandois (forse) | …                       |  |  |       |  |  |                   |  |  |                    |  |
| Ita di Öhningen       |                         | Cunegonda di Vermandois (forse) |                         |  |  |       |  |  |                   |  |  |                    |  |
|                       |                         | …                               | …                       |  |  |       |  |  |                   |  |  |                    |  |
|                       |                         | …                               | …                       |  |  |       |  |  |                   |  |  |                    |  |
|                       |                         | …                               | …                       |  |  |       |  |  |                   |  |  |                    |  |
| …                     |                         | …                               |                         |  |  |       |  |  |                   |  |  |                    |  |
|                       |                         | …                               | …                       |  |  |       |  |  |                   |  |  |                    |  |
|                       |                         | …                               | …                       |  |  |       |  |  |                   |  |  |                    |  |
|                       |                         | …                               | …                       |  |  |       |  |  |                   |  |  |                    |  |
|                       |                         | …                               |                         |  |  |       |  |  |                   |  |  |                    |  |